# ملعب تشيرش رود
ملعب كرة قدم  تشيرش رود ( Church Road) يتسع لـ 4500 متفرجًا في هايز، إنجلترا. هو الملعب الرئيسي لنادي هايز، ولاحقاً أصبح لنادي هايزأند يدينج يونايتد، بعد اندماج الناديين في عام 2007.

## التاريخ
في البداية لعب نادي هايز(المعروفة آنذاك باسم بوتويل ميشون) في بوتويل كومون ثم انتقل إلى ملعب تشيرش رود. تم تسمية الموقع في الأصل باسم كوكس ميدو ولاحقًا تاونفيلد. وتم افتتاحه رسميًا بمباراة تجريبية مع نادي وايتس ضد نادي سترايبس في 26 أغسطس 1920. خلال الحرب العالمية الثانية، أصيب الملعب بقنبلة أسقطتها لوفتفافه. كان عدد الحضور قياسي في الملعب 15,370 في مباراة كأس الهواة لكرة القدم أمام بروملي في عام 1951.
غادر نادي هايزأند يدينج يونايتد الملعب على مضض في نهاية موسم 2010-2011، وانتقل إلى مشاركة مؤقتة لأرضية الملعب في نادي وكينغ في استاد كينغفيلد، بهدف الانتقال إلى ملعب نادي وارن ييدنج في طريق بيكونزفيلد.
تم هدم ملعب تشيرش رود في عام 2011، مما أفسح المجال لشركة بارات للتطويرالعقاري لبناء مبنى السكني بسرعة. لمدة عشرين عامًا قبل هدمه، كانت ساحة انتظارالسيارات الفسيحة في مقدمة الملعب السابق موقعًا لسوق مجتمعي محلي شهير يومي الأربعاء والجمعة من كل أسبوع.
1. "نادي هايز ويدينج يونايتد  ملعب تشيرش رود - صافرة النهاية". أوكسبريدج جازيت ، 15 سبتمبر 2010
2. "نادي هايز ويدينج يونايتد يغادران ملعب تشيرش رود". بي بي سي سبورت ، 28 مارس 2011
3. هايز بيراميد باشون

1. ↑  مذكور في: جيونيمز. الوصول: 6 أبريل 2015. لغة العمل أو لغة الاسم: الإنجليزية. تاريخ النشر: 2005.